# Rheumaptera simplonica
Rheumaptera simplonica är en fjärilsart som beskrevs av Wackerzapp 1890. Rheumaptera simplonica ingår i släktet Rheumaptera och familjen mätare. Inga underarter finns listade.